# NHi Sirius (H-21)

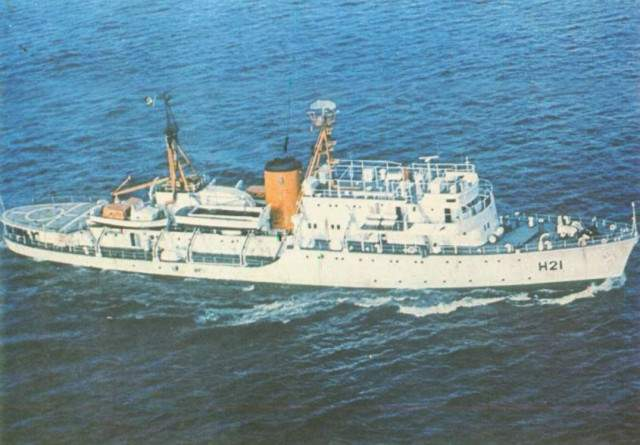
NHi Sirius - (H 21)

O NHi Sirius (H-21) foi um navio-hidrográfico da Marinha do Brasil.
Foi o primeiro navio da Armada projetado especificamente para o serviço de hidrografia e o primeiro a operar com aeronaves.
Foi nele que ocorreu o primeiro pouso a bordo de uma aeronave de asa rotativa em um convôo de um navio da Marinha do Brasil.

## História[2]
Construído nos estaleiros da Ishikawajima, em Tóquio, no Japão, onde foi lançado ao mar em 1957, foi incorporado à Armada Brasileira em 17 de janeiro de 1958. O seu nome é uma homenagem à estrela mais brilhante da constelação do Cão Maior.
No dia 08 de fevereiro de 1958 seguiu para Kobe, Japão, de onde iniciou sua viagem para o Brasil, em 15 de fevereiro do mesmo ano. Chegou ao Rio de Janeiro no dia 19 de maio de 1958, tendo visitado os portos de Honolulu, São Francisco, Acapulco, Balboa, Curação, Belém, Recife e Arraial do Cabo.
O seu irmão de classe, o NHi Canopus (H-22), deu baixa do serviço ativo em 1997.
O NHi Sirius (H-21) deu baixa do serviço em 2022. 

## Missão
Afetado à Diretoria de Hidrografia e Navegação da Marinha do Brasil, a sua missão é a de coletar e processar levantamentos hidrográficos, oceanográficos e geodésicos para a construção e atualização de cartas náuticas e documentos de auxílio à navegação e para a produção de informações oceanográficas e meteorológicas necessárias ao apoio ambiental e à aplicação do poder naval do país.
Além de servir no âmbito das fronteiras marítimas do país, e de realizar operações de abastecimento do Posto Oceanográfico da Ilha da Trindade, participou ainda de levantamentos no litoral da Namíbia.

## Nomes dos comandantes[4]
CF HELIO RAMOS DE AZEVEDO LEITE
CF MAXIMIANO EDUARDO DA SILVA FONSECA
CF LUIZ VALVANO AURICCHIO
CF JOSE FERREIRA GUARITA
CF JULIO DE SÁ BIERRENBACH
CC LUIZ CARLOS DE FREITAS
CF ALMIR DA COSTA RUBIM
CF JOSÉ LISBOA FREIRE
CF PAULO PEDRO PROGANA
CF CARLOS ALBERTO FERREIRA GOMES
CF MAURICE LÚCIO TARRISSE DA FONTOURA
CF LUIZ CARLOS DE FREITAS
CF DIMAS LOPES DA SILVA COELHO
CF FRANCISCO ANTONIO REIS
CF ALFREEDO DOMINGOS MEIRELLES QUINTELA
CF SÉRGIO AUGUSTO SOARES VILLAR
CF OSWALDO LAIDLER
CF HOSANNAH LACERDA MOTA
CF MAURICIO REIS
CF FERNANDO COELHO BRUZZIi
CF ROBERTO GIL SILVA CERQUEIRA
CC ANTÔNIO CÉSAR MARTINS SEPULVEDA
CF MAURO SEBASTIÃO MOREIRA XAVIER
CF FERNANDO SÉRGIO NOGUEIRA DE ARAÚJO
CF ANTÔNIO CARLOS MONTEIRO
CF ANTÔNIO CESAR MARTINS SEPULVEDA
CF EDISON LAWRENCE MARIATH DANTAS
CF ANTÔNIO CARLOS FONTELES JUAÇABA
CF CARLOS EDUARDO DA ROCHA SUZARTE
CF LUIZ ANTÔNIO TORRES DOS SANTOS
CF CARLOS AUGUSTO MEDEIROS DE ALBUQUERQUE
CF LUIZ GONZAGA CAMPOS
CMG HERALDO SOARES CALDEIRA
CF ALBERTO PEDRASSANI COSTA NEVES
CMG ROBERTO PACHECO LEANDRO
CF CARLOS AUGUSTO CHAVES LEAL SILVA
CF CARLOS ALEXANDRE BASILIO XAVIER DE SOUZA
CF PLINIO BRAYNER NETO (Interino)
CF MARCELO APPOLINARIO CERQUEIRA
CC WALID MAIA PINTO SILVA E SEBA
CF MARCELO APPOLINARIO CERQUEIRA
CF ALEX PINTO BABINSCK
CF PASCHOAL MAURO BRAGA MELLO FILHO
CF WALID MAIA PINTO SILVA E SEBA
CF DANTE JOSÉ DE ANDRADE ALEXANDRE